# Oorrobben
De oorrobben of zeeleeuwachtigen (Otariidae) vormen een familie uit de orde der roofdieren (Carnivora). Het zijn zeeroofdieren, net als de zeehonden en walrussen. Ze vangen hun voedsel in het water, maar werpen hun jongen op het land. Ze komen voor langs de kusten van de Grote Oceaan en de Zuidelijke Oceaan. De bekendste soort is de Californische zeeleeuw (Zalophus californianus), die veelvuldig in dierentuinen gehouden wordt.

## Uiterlijke kenmerken

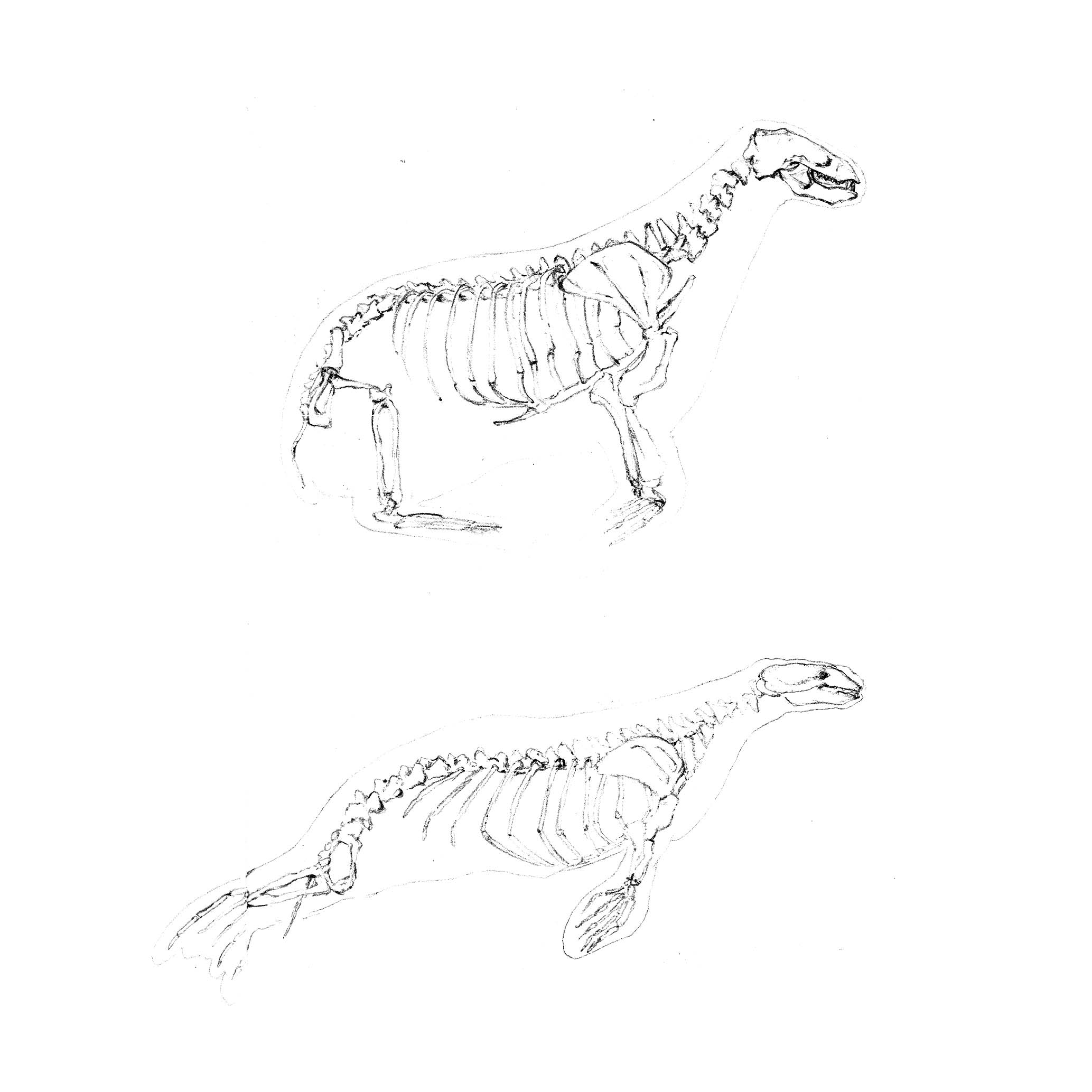
Vergelijkende anatomie tussen een oorrob (boven) en een zeehond (onder)

Oorrobben zijn slanke, spoelvormige zeezoogdieren met een lange, beweeglijke hals. Ze verschillen in grootte tussen de Galápagoszeebeer (Arctocephalus galapagoensis), die 120 cm lang en 30 kg zwaar wordt, tot de Stellerzeeleeuw (Eumetopias jubatus), die 280 cm lang en 566 kg zwaar kan worden. Tussen mannetjes en vrouwtjes bestaat seksueel dimorfisme: de mannetjes (bullen) zijn veel groter en meestal donkerder dan de vrouwtjes en hebben een grote kop met dikke manen. Dit verschil in gewicht is het grootst bij de noordelijke zeebeer (Callorhinus ursinus), waarbij het mannetje wel vijf keer zo zwaar kan zijn als het vrouwtje.
De kop is over het algemeen langwerpig met een spitse snuit. De enige uitzondering is de manenrob (Otaria flavescens), die een stompe snuit heeft. De oorrob heeft borstelige snorharen op de bovenlip. Deze snorharen zijn zeer beweeglijk en dienen om voedsel te onderzoeken. Ze danken hun naam aan de kleine uitwendige oorschelp. Bij de gewone robben, de zeehonden, ontbreekt de oorschelp.
De voorste ledematen, de flippers, zijn lang en krachtig. De vijf nagelloze vingers zijn volledig met elkaar verbonden. De achterste ledematen zijn veel korter. De eerste en vijfde teen van de achterpoot zijn langer dan de andere en hebben geen nagels. De veel kortere tweede en vierde teen hebben wel nagels. Deze langwerpige, ronde nagels worden gebruikt bij de vachtverzorging.
De vacht bestaat uit ruwe dekharen. De zeeberen hebben ook nog een dikke ondervacht. De vachtkleur verschilt per soort, maar is altijd effen, zonder strepen of andere duidelijke markeringen.
Het gebit bestaat uit 34 tot 38 tanden. Drie snijtanden zitten aan beide zijden van de bovenkaak, twee in de onderkaak. De kiezen en valse kiezen zijn gelijkvormig. De tandformule is 3.1.4.1-32.1.4.1.

## Voortbeweging
De oorrobben kunnen zich beter op het land voortbewegen dan andere zeeroofdieren, doordat ze op hun poten kunnen steunen. De achterpoten kunnen onder de buik getrokken worden. Ze steunen niet op de handen en voeten, maar op de gewrichten. Het lichaam wordt zo van de grond getild, het lichaamsgewicht gedragen door de vier ledematen. Op deze manier kunnen ze in een waggelende galop een aanzienlijke snelheid bereiken. Op gebroken terrein kan een zeebeer zich sneller voortbewegen dan een mens.
In het water bewegen zij zich alleen voort dankzij de voorpoten, die veel krachtiger zijn ontwikkeld dan de achterpoten. De voorpoten dienen voor de voortstuwing, de achterpoten enkel als roer.

## Verspreiding en leefgebied
Oorrobben zijn te vinden langs de kusten van de noordelijke Grote Oceaan, van Japan tot Mexico, rond de Galápagoseilanden, langs de Zuid-Amerikaanse kust van Noord-Peru rond Kaap Hoorn tot de Atlantische kust van Zuid-Brazilië, de zuidelijke en zuidwestelijke kusten van Zuidelijk Afrika, de zuidkust van Australië, rond het Nieuw-Zeelandse Zuidereiland en op verscheidene oceanische eilanden rond Antarctica. Ze leven voornamelijk langs kusten en rond eilanden. Alle soorten leven in zee; slechts zelden wagen ze zich in estuaria en zoetwaterrivieren. Ze zijn voornamelijk in koelere, voedselrijke wateren. Enkele soorten leven ook in koudere wateren, waaronder de Kerguelenzeebeer (Arctocephalus gazella), de noordelijke zeebeer (Callorhinus ursinus) en de Stellerzeeleeuw (Eumetopias jubatus). Geen van deze soorten plant zich echter voort op (pak)ijs, zoals verscheidene soorten zeehonden.

## Gedrag

### Voedsel
Oorrobben zijn over het algemeen generalistische carnivoren, die jagen op allerlei zeedieren als vissen, schaaldieren, schelpdieren en koppotigen. Ze vangen hun voedsel zowel op open zee als op de zeebodem. Sommige soorten vangen ook zeevogels. Het dieet van de Nieuw-Zeelandse zeeleeuwen op Macquarie-eiland bestaat voor een belangrijk deel uit pinguïns. Er zijn tevens gevallen bekend waarbij zeeleeuwen op zeeberen jaagden, zoals Stellerzeeleeuwen die jonge noordelijke zeeberen aten of manenrobben die Zuid-Amerikaanse zeeberen aanvielen. De Kerguelenzeebeer is een van de weinige specialisten, die voornamelijk leeft van Antarctisch krill.

### Voortplanting en sociaal gedrag

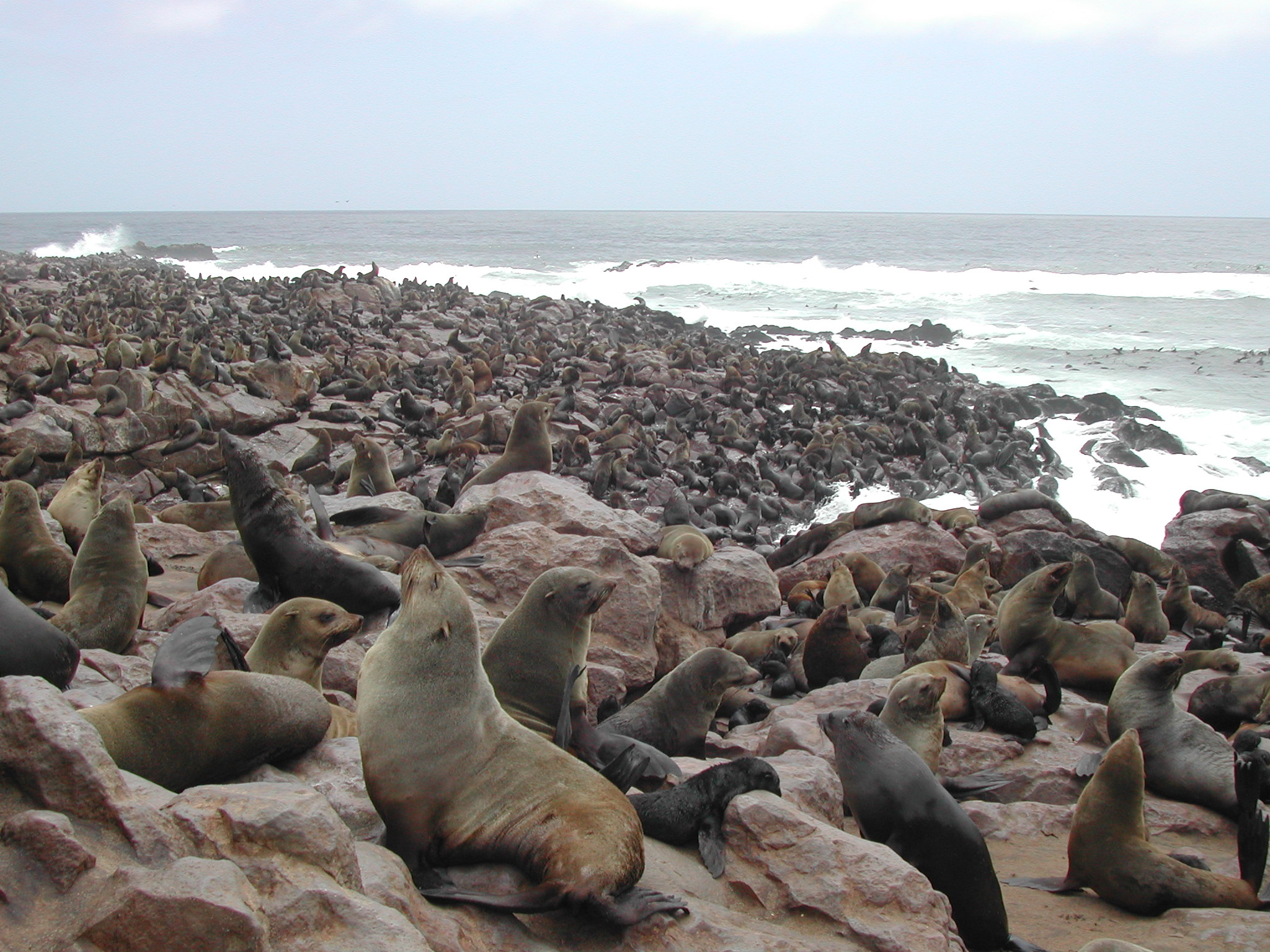
Kolonie Kaapse zeeberen

Oorrobben zijn sociale soorten, die in groepsverband leven. Het grootste deel van het jaar leven oorrobben in open zee. In de ongeveer vier maanden durende voortplantingstijd scholen de oorrobben samen in grote kolonies, die soms wel uit enkele duizenden dieren kunnen bestaan. Aan het begin zoeken de dieren traditionele ligplaatsen op, kleine stranden.
Eerst komen de bullen aan om de territoria vast te stellen. Bullen zijn, net als bijvoorbeeld zeeolifanten, polygyn. Ze houden binnen hun territorium een harem, bestaande uit drie tot tientallen wijfjes per bul. De bul die zijn territorium het dichtst kan vestigen bij de watergrens, heeft de meeste kans op een grote harem. Hierna probeert de bul zo veel mogelijk vrouwtjes binnen het territorium te houden en rivaliserende bullen weg te jagen. Een groot deel van de tijd besteedt de bul aan het patrouilleren langs de grenzen van zijn territorium. Hierdoor heeft de bul niet of nauwelijks de tijd om te eten. De grootste bullen hebben de grootste kans op de gunstigste territoria, maar ook de meeste kans om deze tijd van vasten door te komen, terend op zijn vetreserves.
Bij het bepalen van de territoria, aan het begin van de voortplantingstijd, wordt er weinig gevochten. Pas als meer dieren samendrommen en het strand vol raakt, ontstaan er confrontaties. Vooral op het moment dat de vrouwtjes bronstig worden, zijn de mannetjes agressief. Confrontaties tussen bullen uit naastgelegen territoria bestaan meestal enkel uit dreiggedrag. Gevechten vinden plaats als een nieuwkomer een plekje probeert te veroveren tussen de territoria. De dikke huid en manen op de kop en schouders van de bul beschermen hem grotendeels. Toch komen ernstige, zelfs dodelijke, wonden regelmatig voor. Ook kunnen tijdens deze gevechten jongen doodgedrukt worden. Dit zijn zelden de nakomelingen van de vechtende bullen. Door de intensiteit van dit gedrag, gecombineerd met de lange vastperiode, behouden bullen zelden meer dan drie seizoenen een dominante positie.
De vrouwtjes komen later aan op het strand dan de bullen. Het wijfje is dan nog drachtig van vorig jaar, en werpt het jong enkele dagen nadat ze op het strand is gekomen. Het vrouwtje is vrij snel na de worp weer bronstig en enkele dagen na de worp vindt de paring plaats. Na de paring keert ze voor enige dagen terug naar zee om daar te jagen. Het jong blijft op het strand achter. Bij terugkomst drinkt het jong in korte tijd veel. Dankzij de zeer vette moedermelk neemt het gewicht snel toe. Na het zogen keert ze weer terug naar zee om te jagen. Van tijd tot tijd keert ze weer terug naar het jong om het te laten zogen. Tussen zoogperiodes kunnen soms wel intervallen van vier weken zitten. De jongen verzamelen zich tot die tijd aan de achterzijde van het strand. Het vrouwtje en haar jong herkennen elkaar aan hun roep en geur, die per individu verschillen. Het vrouwtje zoogt het jong op een beschutte plek. Het jong wordt over het algemeen gespeend na een jaar, als het volgende jong komt. Sommige vrouwtjes zogen hun jong echter langer, waardoor het kan voorkomen dat vrouwtjes twee of zelfs drie jongen zogen. Bij de Kerguelenzeebeer en de noordelijke zeebeer verlaten de jongen zelf in groepen het strand waarop ze geboren zijn, en worden zo gespeend.
Vrouwtjes zijn een jaar lang drachtig, Australische zeeleeuwen zelfs veertien maanden. Dit komt dankzij een verlengde draagtijd, waarbij het embryo enkele maanden inactief blijft voordat hij tot ontwikkeling komt.
Oorrobben worden ongeveer twintig jaar oud.

### Communicatie
De voortplantingsstranden zijn zeer luidruchtig. De dieren communiceren met elkaar met verscheidene geluiden. Bullen blaffen en grommen om andere bullen te waarschuwen of te imponeren. Wijfjes grommen eveneens naar andere wijfjes tijdens gevechten. Ook roepen ze naar hun jongen, bijvoorbeeld als ze van elkaar gescheiden zijn. Het jong roept vaak terug, en roept ook uit honger of als hij zijn moeder zoekt. Deze roepen verschillen per individu, waardoor moeder en jong elkaar kunnen herkennen aan hun roep.

## Relatie met de mens

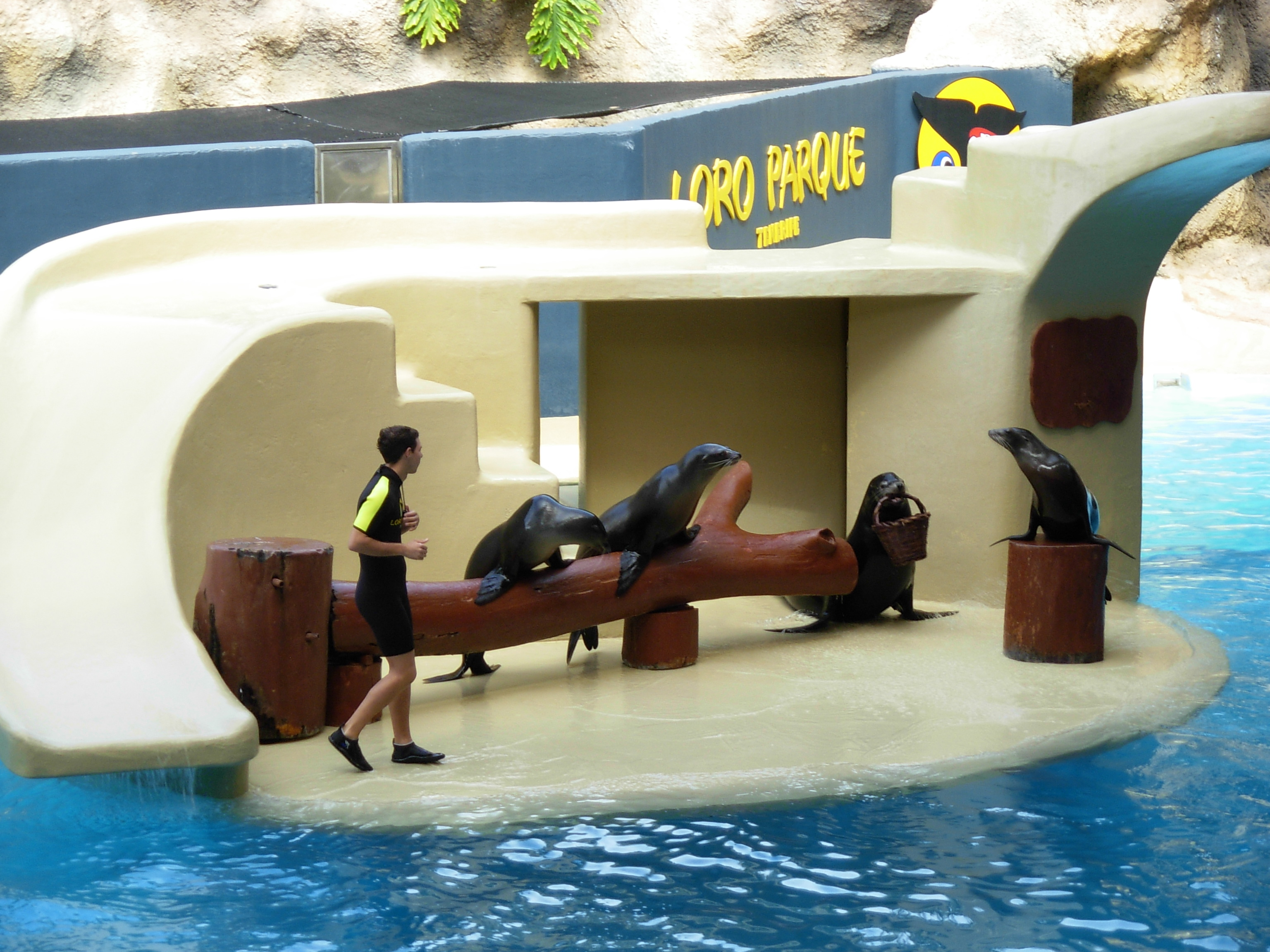
Show met Californische zeeleeuwen in Loro Parque, Tenerife

Oorrobben zijn dankzij hun actieve, luidruchtige gedrag een populaire attractie in dierentuinen. Vooral de Californische zeeleeuw wordt vaak gehouden. Deze soort is tevens goed te dresseren, en verscheidene dierentuinen, dolfinaria en circussen geven shows met zeeleeuwen.

### Bedreiging
Voor langs de kust levende volkeren waren oorrobben een goede prooi. Ze bewegen zich niet gemakkelijk voort op het land en leven in grote groepen. Naast vlees gaven de dieren huid voor kleding en prauwen en traan voor kaarsen. Deze jacht bracht populaties niet in gevaar. De Ungangan, de oorspronkelijke bewoners van de Aleoeten, zijn voor hun voortbestaan nog steeds afhankelijk van de jacht op noordelijke zeeberen.
Vanaf de zestiende eeuw werden de dieren ook commercieel geëxploiteerd. Vooral de zeeberen werden zwaar bejaagd voor de pels. Pelsen van de Zuid-Amerikaanse zeebeer (Arctocephalus australis) werden bijvoorbeeld al in de zestiende eeuw uit Uruguay geëxporteerd. Sommige soorten raakten hierdoor in de negentiende en het begin van de twintigste eeuw bijna uitgestorven. De grote kolonie noordelijke zeeberen op de Pribilofeilanden werd in de loop van de negentiende eeuw door overbejaging bijna uitgeroeid. Van twee soorten, de Guadalupezeebeer (Arctocephalus townsendi) en de Juan Fernández-zeebeer (Arctocephalus philippi), werd zelfs gedacht dat ze uitgestorven waren, tot er in respectievelijk 1954 en 1965 nieuwe populaties werden ontdekt. De meeste zeeberenpopulaties hebben zich in de afgelopen eeuw dankzij beschermingsmaatregelen weer grotendeels hersteld. Van de Kerguelenzeebeer (Arctocephalus gazella), die bijna was uitgestorven, leven nu weer zevenhonderdduizend tot een miljoen exemplaren.
Oorrobben worden tevens vervolgd door vissers, die ze als concurrent zien. Ook vernielen oorrobben geregeld visgerei. Vervolging door vissers wordt bijvoorbeeld gezien als de belangrijkste oorzaak van het uitsterven van de Japanse zeeleeuw (Zalophus japonicus), die sinds de jaren vijftig niet meer is waargenomen. Alhoewel vervolging nog steeds plaatsvindt, wordt dit tegenwoordig niet meer gezien als een belangrijke bedreiging.
De meeste oorrobbenpopulaties zijn nu redelijk veilig. Volgens de Rode Lijst van IUCN is slechts een soort, de Stellerzeeleeuw, bedreigd, zes soorten kwetsbaar en acht soorten veilig. De belangrijkste bedreigingen zijn tegenwoordig vervuiling, overbevissing en verstrikking in netten. Verhoogde concentraties van giftige stoffen als koper, PCBs en DDT zijn bijvoorbeeld aangetroffen in de lichamen van Stellerzeeleeuwen.

## Evolutie
De zustergroep van de oorrobben zijn waarschijnlijk de walrussen (Odobenidae), waarmee ze de superfamilie Otarioidea vormen. De oorrobben verschenen twaalf tot dertien miljoen jaar geleden, in het Midden-Mioceen. De oudst bekende oorrob is Pithanotaria, die in het Midden-Mioceen langs de Pacifische kust van Californië leefde. Het was een vrij kleine soort, met anderhalve meter even groot als de kleinste huidige oorrob, de Galápagoszeebeer (Arctocephalus galapagoensis). De geslachten waren even groot. Acht miljoen jaar geleden waren de dieren groter en bestond het grootteverschil tussen mannetjes en vrouwtjes.
Vanuit de Pacifische kust van Noord-Amerika breidde het verspreidingsgebied zich uit langs de kusten, eerst naar het noorden en het westen. In tegenstelling tot de andere zeeroofdieren zijn de oorrobben nooit via de Centraal-Amerikaanse zeeweg getrokken naar de Noordelijke Atlantische Oceaan. Bij het ontstaan van de landengte van Panama, die deze zeeweg afsloot, trokken de oorrobben naar het zuiden en koloniseerden ze de westkust van Zuid-Amerika. Later verbreidden ze zich naar de Atlantische oostkust van Zuid-Amerika, en via de Antarctische Circumpolaire zeestroom naar Zuid-Afrika en eilanden in de Zuidelijke Indische Oceaan.

## Systematiek
Tegenwoordig leven er zeventien soorten oorrobben, alhoewel de Californische zeeleeuw (Zalophus californianus), de Galápagoszeeleeuw (Zalophus wollebaeki) en de vermoedelijk uitgestorven Japanse zeeleeuw (Zalophus japonicus) soms als drie ondersoorten van Zalophus californianus beschouwd worden.
Zij worden soms verdeeld in twee onderfamilies, de zeeleeuwen (Otariinae), met vijf soorten in vijf geslachten, en de zeeberen of pelsrobben (Arctocephalinae), met negen soorten in twee geslachten. De zeeleeuwen zijn groter en hebben een korte, gladde pels, met een geringe of ontbrekende ondervacht, terwijl de zeeberen kleiner zijn en een dikke pels hebben met een fijne, dichte ondervacht. Ook hebben zeeleeuwen over het algemeen kortere flippers en een stompere snuit dan de zeeberen. Tegenwoordig wordt deze onderverdeling niet meer gebruikt. Uit moleculair fylogenetisch onderzoek is gebleken dat de zuidelijke zeeberen (Arctocephalus) nauwer aan de zeeleeuwen verwant zijn dan aan de noordelijke zeebeer, die zich al vroeg van de rest van de familie afsplitste. Ook de monofylie van zowel het geslacht Arctocephalus als de onderfamilie Otariinae werd door deze gegevens niet ondersteund.
- Familie Otariidae (Oorrobben)
  - Geslacht Pithanotaria†
  - Geslacht Thalassoleon†
  - Geslacht Hydrarctos†
  - Geslacht Arctocephalus (Zuidelijke zeeberen)
    - Guadalupezeebeer (Arctocephalus townsendi)
    - Galápagoszeebeer (Arctocephalus galapagoensis)
    - Juan Fernández-zeebeer (Arctocephalus philippi)
    - Zuid-Amerikaanse zeebeer (Arctocephalus australis)
    - Subantarctische zeebeer (Arctocephalus tropicalis)
    - Kerguelenzeebeer (Arctocephalus gazella)
    - Kaapse pelsrob (Arctocephalus pusillus)
      - Zuid-Afrikaanse zeebeer (Arctocephalus pusillus pusillus)
      - West-Australische zeebeer (Arctocephalus pusillus doriferus)

    - Australische zeebeer of Nieuw-Zeelandse zeebeer (Arctocephalus forsteri)

  - Geslacht Callorhinus (Noordelijke zeeberen)
    - Noordelijke zeebeer (Callorhinus ursinus)

  - Geslacht Eumetopias
    - Stellerzeeleeuw (Eumetopias jubatus)

  - Geslacht Neophoca
    - Australische zeeleeuw (Neophoca cinerea)

  - Geslacht Otaria
    - Manenrob (Otaria flavescens)

  - Geslacht Phocarctos
    - Nieuw-Zeelandse zeeleeuw (Phocarctos hookeri)

  - Geslacht Zalophus
    - Californische zeeleeuw (Zalophus californianus)
    - Galápagoszeeleeuw (Zalophus wollebaeki)
    - Japanse zeeleeuw (Zalophus japonicus)†